# 捷克斯洛伐克妇女联盟
捷克斯洛伐克妇女联盟（捷克語：Československý svaz žen，缩写为ČSŽ）是捷克斯洛伐克历史上的一个全国性妇女组织。
1950年，该组织成立。它既是国家机构，也是捷克斯洛伐克共产党的分支。它还是民族阵线的成员。1990年，该组织解散，但它在捷克的分支捷克妇女联盟继续存在。解散前，该组织有90多万名成员。
该组织的主要目标是动员妇女接受国家的政治意识形态，并在性别角色和妇女权利方面贯彻党的政策。在其存在期间，该组织在捷克斯洛伐克的妇女生活中发挥了重要作用。